# Pakistan Navy FC
Der Pakistan Navy Football Club (Urdu پاکستان نیوی فٹ بال کلب) ist ein Verein der pakistanischen Marine. Aktuell spielt der Verein in der höchsten Liga des Landes, der Pakistan Premier League.

## Erfolge
- Pakistan Football Federation League: 2014/15
- PFF Cup: 2008

## Stadion
Der Verein trägt seine Heimspiele im Naval Sports Complex in Islamabad aus. Das vereinseigene Stadion hat ein Fassungsvermögen von 10.000 Personen.

## Trainerchronik
Stand: Mai 2022
| Trainer         | Nation   | von         | bis       |
| --------------- | -------- | ----------- | --------- |
| Muhammad Ramzan | Pakistan | Januar 2014 | Juni 2020 |
| Muhammad Ramzan | Pakistan | Juli 2021   | heute     |